# Schizaspidia samoana
Schizaspidia samoana är en stekelart som först beskrevs av David Timmins Fullaway 1940. 
Schizaspidia samoana ingår i släktet Schizaspidia och familjen Eucharitidae. Inga underarter finns listade i Catalogue of Life.